# حملة أراكان 1942-1943
حملة أراكان 1942-1943 هي أول حملة هجومية لقوات الحلفاء على بورما بعد الغزو الياباني لبورما في وقت سابق من عام 1942.تمكن اليابانيون من صد الهجوم واجبر القوات المهاجمة التي لم تكن مستعدة للقيام بعمليات هجومية في التضاريس الصعبة على التراجع.